# Поляное (Амурская область)
Поля́ное — село в Белогорском районе Амурской области, Россия.
Входит в Томичевский сельсовет.

## География
Село расположено к юго-западу от районного центра города Белогорск, вблизи автотрассы Белогорск — Благовещенск, у перекрёстка дороги к административному центру Томичевского сельсовета селу Томичи. Расстояние до села Томичи — 8 км, до районного центра — около 36 км (на северо-восток по автодороге областного значения Белогорск — Благовещенск, через Пригородное). 

## История
Возник как населённый пункт второго отделения совхоза «Томичевский». Зарегистрирован официально как село в 1977 году, включив в состав Томичевского сельсовета Белогорского района.

## Население
| 2002 | 2010 | 2012 | 2013 | 2014 | 2015 | 2016 |
| ---- | ---- | ---- | ---- | ---- | ---- | ---- |
| 337  | ↘142 | ↘129 | ↗130 | ↘125 | ↘117 | ↘112 |
| 2017 | 2018 |      |      |      |      |      |
| ↗120 | ↘113 |      |      |      |      |      |

## Инфраструктура
Личное подсобное хозяйство с зоной сельскохозяйственного использования, индивидуальная застройка усадебного типа.
Основа экономики — сельское хозяйство.
ФАП Поляное.

## Транспорт
На юго-восток от села Поляное идёт дорога к сёлам Некрасовского сельсовета Некрасовка, Захарьевка, Новоназаровка и Новоселитьба.
Автобусное сообщение с райцентром. Остановка общественного транспорта «Поляное».